# إفثيمس فيليبو
إفثيمس فيليبو (باليونانية: Ευθύμης Φιλίππου)‏ كاتب سيناريو يوناني، من مواليد 18 يناير 1977 في أخارنيس، أثينا.اشتهر بتعاونه مع يورغوس لانثيموس. حصل على جائزة أوسيلا الذهبية لأفضل سيناريو في مهرجان البندقية السينمائي الدولي في دورته الثامنة والستون عن فيلم جبال الألب سنة 2011 بالتعاون مع يورغوس لانثيموس. في عام 2016، تمت دعوته من أكاديمية الفنون والعلوم السينمائية ليصبح عضوًا.
إفثيمس هو كاتب سيناريوهات سينمائية ومسرحية، وهو صحفي مستقل ومؤلف روايات. ومؤلف إعلانات أيضًا ولمدة 10 سنوات في وكالة «اب سيت» وتعاون مع المجلات الأسبوعية والشهرية ككاتب مستقل. كتابه الأول بعنوان «شخص ما يتحدث بمفرده ممسكًا بكأس من الحليب» تم تداوله في طبعات وزارة الصحة العامة اليونانية.
في حفل توزيع جوائز الأوسكار التاسع والثمانين، ترشح لجائزة الأوسكار لأفضل سيناريو أصلي عن فيلم جراد البحر مع يورغوس لانثيموس.

## فيلموغرافيا
| سنة  | لقب                | ملاحظات                         | الجوائز |
| ---- | ------------------ | ------------------------------- | --- |
| 2009 | ناب الكلب          | كاتب مشارك                      | جائزة أكاديمية السينما اليونانية لأفضل سيناريو |
| 2011 | جبال الألب         | كاتب مشارك                      | جولدن اوسيلا |
| 2012 | إل                 | كاتب مشارك                      | |
| 2015 | جراد البحر         | كاتب مشارك (مثل إفثيميس فيليبو) | مهرجان كان السينمائي - جائزة لجنة التحكيم جائزة الفيلم الأوروبي لأفضل كاتب سيناريو جائزة جمعية لوس أنجلوس لنقاد السينما لأفضل سيناريو جائزة Online Film Critics Society لأفضل فيلم غير أمريكي تم ترشيحه - جائزة الأوسكار لأفضل سيناريو أصلي تم ترشيحه - جائزة BAFTA لأفضل فيلم بريطاني تم ترشيحه - جمعية نقاد السينما البلجيكية - الجائزة الكبرى تم ترشيحه - جائزة BIFA لأفضل فيلم بريطاني مستقل تم ترشيحه - جائزة BIFA لأفضل سيناريو تم ترشيحه - جائزة الفيلم الأوروبي لأفضل فيلم تم ترشيحه - جائزة المسائية المعيارية للفيلم البريطاني لأفضل فيلم تم ترشيحه - جائزة دائرة نقاد السينما في لندن لأفضل فيلم بريطاني / أيرلندي للعام تم ترشيحه - جائزة Online Film Critics Society لأفضل سيناريو أصلي تم ترشيحه - جائزة القمر الصناعي لأفضل سيناريو أصلي |
| 2015 | شوفالييه           | كاتب مشارك                      | جائزة أكاديمية السينما اليونانية لأفضل سيناريو |
| 2017 | مقتل الغزال المقدس | كاتب مشارك                      | مهرجان كان السينمائي - جائزة أفضل سيناريو |
| 2018 | شفقة               | كاتب مشارك                      | |

## روابط خارجية
إفثيمس فيليبو على موقع IMDb (الإنجليزية)
- إفثيمس فيليبو على موقع قاعدة بيانات الأفلام العربية
- إفثيمس فيليبو على موقع ألو سيني (الفرنسية)
- إفثيمس فيليبو على موقع أول موفي (الإنجليزية)
- إفثيمس فيليبو على موقع قاعدة بيانات الأفلام السويدية (السويدية)
- إفثيمس فيليبو على موقع قاعدة بيانات الفيلم (الإنجليزية)
- إفثيمس فيليبو على موقع كينوبويسك (الروسية)